# 소피 기유맹
소피 기유맹(프랑스어: Sophie Guillemin, 1977년 12월 1일 ~ )은 프랑스의 배우이다.

## 출연 작품
- 히 러브스 미
- 볼레로: 불멸의 선율 - 레벨롯 역